# Trichilia americana
Trichilia americana är en tvåhjärtbladig växtart som först beskrevs av Sessé & Mociño, och fick sitt nu gällande namn av T.D. Pennington. Trichilia americana ingår i släktet Trichilia och familjen Meliaceae. Inga underarter finns listade i Catalogue of Life.